# Icones Plantarum

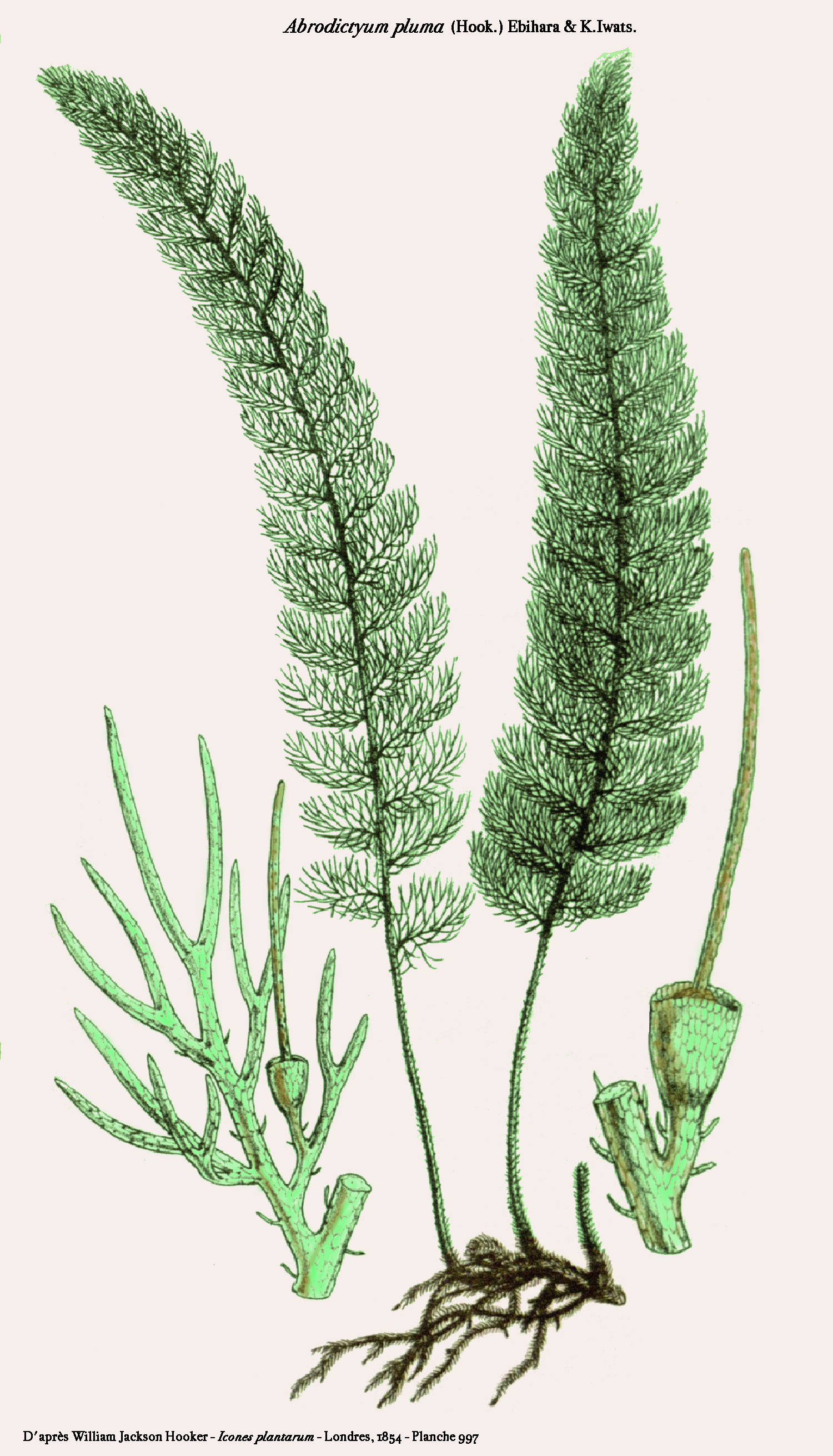
Abrodictyum pluma

Icones Plantarum (abreviado Icon. Pl.) es una extensa serie de volúmenes publicados de ilustración botánica, iniciado por Sir William Jackson Hooker. El nombre en latín de la obra significa "Las ilustraciones de las plantas". Las ilustraciones se han extraído de especímenes de herbario del herbario de Hooker, y, posteriormente, del herbario de Kew Gardens. Hooker fue el autor de los primeros diez volúmenes, producidos en 1837-54. Su hijo, Sir Joseph Dalton Hooker, fue el responsable de los volúmenes X-XIX (la mayor parte de la serie III). Daniel Oliver fue el editor de los volúmenes XX-XXIV. Su sucesor fue William Turner Thiselton-Dyer. La serie cuenta ahora con cuarenta volúmenes.